# L'Homme nu (film, 1936)
Pour plus de détails, voir Fiche technique et Distribution.
L'Homme nu (titre original : Love on a Bet) est un film américain réalisé par Leigh Jason, sorti en 1936.

## Fiche technique
- Titre : L'Homme nu
- Titre original : Love on a Bet
- Réalisation : Leigh Jason
- Assistant-réalisateur : Kenneth Holmes
- Scénario : P.J. Wolfson, Philip G. Epstein, d'après une histoire de Kenneth Earl
- Photographie : Robert De Grasse
- Montage : Desmond Marquette
- Musique : Alberto Colombo, Roy Webb (non crédité),  Albert Hay Malotte (non crédité)
- Direction artistique : Van Nest Polglase
- Décors :
- Costumes :
- Son : Clem Portman
- Effets spéciaux: Vernon L. Walker
- Producteur : B.B. Kahane
- Producteur associé : Lee S. Marcus
- Société de production : RKO Radio Pictures
- Société de distribution : RKO Radio Pictures (États-Unis)
- Pays de production:  États-Unis
- Langue : anglais américain
- Format : Noir et blanc — 35 mm — 1,37:1 — Son : Mono (RCA Victor System)
- Genre : Comédie
- Durée : 77 minutes (1 h 17)
- Dates de sortie : 
  - États-Unis : 4 mars 1936 (New York, première) | 6 mars 1936 (sortie nationale)
  - France : 7 mai 1937

## Distribution
- Gene Raymond : Michael MacCreigh
- Wendy Barrie : Paula Gilbert
- Helen Broderick : Tante Charlotte
- William Collier Sr. : Oncle Carlton MacCreigh
- Spencer Charters : le propriétaire du Plaza Ritz Hotel
- Walter Johnson : Stephen Dody
- Jack Randall : Jackson Wallace
- Eddie Gribbon : Donovan - un forçat évadé
- Morgan Wallace : Morton - un forçat évadé
- Guinn 'Big Boy' Williams : Rôle indéterminé (scènes supprimées)
- Irving Bacon : Fermier sur un chariot à foin (non crédité)
- Eddie Borden : Rôle indéterminé (non crédité)
- Lynton Brent : un reporter (non crédité)
- Ray Cooke : un reporter (non crédité)
- Edith Craig : Miss Mannerly - Secrétaire de Hutchinson (non créditée)
- Hal Craig : Motorcycle Policeman (non crédité)
- William B. Davidson : A.W. Hutchinson (non crédité)
- Lester Dorr : un reporter (non crédité)
- Bud Geary : l'homme à la réunion de Hutchinson (non crédité)
- Billy Gilbert : un policier de New York (non crédité)
- William Gould : l'estimateur (non crédité)
- J. Anthony Hughes : Airline Steward (non crédité)
- Lloyd Ingraham : Bertram - Driver Who is Late for Dinner (non crédité)
- Maxine Jennings : Telephone Operator (non crédité)
- Eddie Kane : Couturier (non crédité)
- Jerry Larkin : Undetermined Secondary Role (non crédité)
- Marc Lawrence : County Fair Barker (non crédité)
- Wilfred Lucas : Man at Hutchinson's Meeting (non crédité)
- Mary MacLaren : Department Store Clerk (non crédité)
- Frank Marlowe : Cider Drinker (non crédité)
- Jim Mason : Hobo Trading Clothes (non crédité)
- Philip Morris : Man on Street (non crédité)
- Edward Peil Sr. : Mr. Bligh - at Hutchinson's Meeting (non crédité)
- Jack Rice : Passenger Waiting for Washroom (non crédité)
- Lee Shumway : Man at Hutchinson's Meeting (non crédité)
- Landers Stevens : Carlton's Friend (non crédité)
- Harry Strang : Los Angeles Jailer (non crédité)
- Minerva Urecal : Miss Jones - Secrétaire de MacCreigh (non crédité)
- Max Wagner : un reporter (non crédité)
- Allen Wood : un reporter (non crédité)